# 佐藤正己
佐藤 正己（さとう まさみ、1910年（明治43年）7月16日 - 1984年（昭和59年）8月30日）は、日本の植物学者。理学博士（東京帝国大学・1942年）。茨城大学名誉教授。山形県東田川郡山添村（現・鶴岡市）出身。地衣類研究の権威として知られている。

## 略歴
- 1910年（明治43年）7月16日 - 佐藤雄能の四男として東田川郡山添村下山添にて出生[1]。
- 1927年（昭和2年）3月 - 東京府立第四中学校を卒業[1]。
- 1927年（昭和2年）4月 - 水戸高等学校理科甲類への入学許可[2]。
- 1931年（昭和6年）3月15日 - 水戸高等学校理科甲類を卒業[3]。
- 1931年（昭和6年）4月1日 - 東京帝国大学理学部植物学科への入学許可[4]。
- 1934年（昭和9年）3月31日 - 東京帝国大学理学部植物学科において学士試験に合格[5]、同大学大学院に入学[1]。
- 1938年（昭和13年）4月 - 東京帝国大学副手に就任[1]。
- 1938年（昭和13年）11月 - 東京帝国大学助手に昇任[1]。
- 1938年（昭和13年） - 母校である府立四中付属夜間中学の教諭となる。
- 1942年（昭和17年）2月4日 - 東京帝国大学より理学博士の学位を取得。主論文は「ハナゴケ目地衣ノ新分類法」[6]。
- 1944年（昭和19年） - ジャバ軍政監部付陸軍技師としてジャワ島に赴任、ボゴール植物園に勤務[1]。
- 1947年（昭和22年）1月21日 - 山形県立農林専門学校が設立認可され[7]、教授に就任[1]。
- 1950年（昭和25年） - 学制改革により国立山形大学農学部教授となる。
- 1951年（昭和26年）5月5日 - 個人雑誌として『地衣学雑報』を創刊（第13号（1955年2月）をもって廃刊）[8][9]。
- 1952年（昭和27年） - 茨城大学文理学部に勤務。
- 1954年（昭和29年）10月1日 - 茨城大学文理学部教授に就任。
- 1955年（昭和30年）9月1日 - 『蘚苔地衣雑報』（服部植物研究所刊）が創刊され、地衣類部門の編集者に就任[10]。
- 1969年（昭和44年） - 山形大学農学部講師兼任。
- 1972年（昭和47年）4月5日 - 地衣類研究会発足と同時に初代会長に就任[11]。
- 1973年（昭和48年） - このころパーキンソン病に罹患[12]。
- 1975年（昭和50年）3月 - 茨城大学を定年退官[13]、名誉教授となる。
- 1984年（昭和59年）8月30日 - 死去。享年74[1]。
- 2003年（平成15年）3月 - 茨城県自然博物館に収蔵された20000点を超える地衣類標本（佐藤正己コレクション）の整理が完了し、『茨城県自然博物館収蔵品目録 植物標本目録第3集 佐藤正己コレクション：地衣類』が刊行される[14]。

## 叙位叙勲
- 勲七等
- 1982年11月3日、勲三等旭日中綬章[15]
- 1984年8月30日、従四位 叙位。位一級追陞され 正四位 叙位。
- 1984年9月21日、特旨を以て位一級追陞[16]。

## 著書
- 「地衣類実験法」（生物学実験法講座2、建文館、1937年）
- 「地衣類 ウメノキゴケ目（Ⅰ）」（大日本植物誌5、三省堂、1939年）
- 「地衣類 ハナゴケ目（Ⅰ）」（大日本植物誌7、三省堂、1941年）
- 「地衣類」（日本植物総目録4、東京国立博物館、1943年）
- 「朝日・月山・鳥海－出羽国立公園候補地学術調査報告 前・後編」（鶴岡市公民館、1949・1950年）
- 「荘内地方の天然記念物」（荘内郷土誌刊行会、1950年）
- 「庄内地方の巨樹と名木」（山形県文化財保護協会、1952年）
- 「地衣類」（生物学実験法講座4B、中山書店、1955年）
- 「有用植物分類学」（養賢堂、1957年）

## 論文
- 「Lichenノ訳語ニ就テ述ベル」『植物研究雑誌』第8巻 第5巻（1932年）239-242頁
- 「地衣類について」（1953年10月13日）
- 「ハナゴケ目地衣の新分類法」 博士論文 （1942年2月4日）
- 国立情報学研究所のCiNiiによる検索結果

CiNiiによる検索結果(1)
CiNiiによる検索結果(2)
CiNiiによる検索結果(3)
CiNiiによる検索結果(4)
CiNiiによる検索結果(5)
CiNiiによる検索結果(6)
CiNiiによる検索結果(7)
CiNiiによる検索結果(8)
CiNiiによる検索結果(9)
CiNiiによる検索結果(10)
CiNiiによる検索結果(11)
CiNiiによる検索結果(12)
CiNiiによる検索結果(13)
CiNiiによる検索結果(14)

## 家族親族
- 祖父：佐藤正孝 - 神主
- 父：佐藤雄能 - 教育者、鉄道省事務官
- 叔父：石井武膳 - 庄内藩士、大泉藩権少参事
- 兄：佐藤正能 - 教育者、荘内館監督